# Stay with The Hollies
Stay with The Hollies is het debuutalbum van The Hollies uit 1964.

## Stay with The Hollies (Britse versie)
The Hollies werden "ontdekt" tijdens een zoektocht vanuit Londen (het vermeende centrum van Engeland) naar muziek in de "buitengebieden'. Immers een zo’n zoektocht had verbluffend resultaat opgeleverd: The Beatles. The Hollies uit Manchester waren een groep die toen opviel en direct muziek mocht opnemen in de Abbey Road Studios in Londen. The Hollies waren toen nog een coverband en hun album verscheen bij Parlophone, ook het platenlabel van The Beatles destijds.De enige eigen compositie is van Allan Clarke en Graham Nash: Little lover.

### Musici
- Allan Clarke – zang, mondharmonica
- Bobby Elliott - slagwerk
- Eric Haydock - basgitaar
- Tony Hicks – eerste gitaar, zang
- Graham Nash - slaggitaar, zang

### Muziek
| Nr. | Titel                                   | eerste stem         | Duur |
| --- | --------------------------------------- | ------------------- | ---- |
| 1.  | I'm talking about you (Chuck Berry)     | Clarke              | 2:09 |
| 2.  | Mr. Moonlight (Roy Lee Johnson)         | Nash                | 2:05 |
| 3.  | You better move on (Arthur Alexander)   | Clarke en Nash      | 2:46 |
| 4.  | Lucille (Albert Collins/Little Richard) | Clarke en Nash      | 2:27 |
| 5.  | Baby don't cry (Tony Hiller/Perry Ford) | Clarke en Nash      | 2:06 |
| 6.  | Memphis, Tennessee (Berry)              | Clarke en Nash      | 2:34 |
| 7.  | Stay (Maurice Williams)                 | Clarke, Hicks, Nash | 2:13 |

| Nr. | Titel                                                     | eerste stem    | Duur |
| --- | --------------------------------------------------------- | -------------- | ---- |
| 1.  | Rockin' Robin (Roger Thomas)                              | Clarke         | 2:17 |
| 2.  | Whatcha gonna do 'bout it? (Gregory Carroll, Doris Payne) | Clarke         | 2:20 |
| 3.  | Do you love me (Berry Gordy, Jr.)                         | Clarke         | 2:10 |
| 4.  | It's only make believe (Conway Twitty/Jack Nance)         | Clarke en Nash | 3:13 |
| 5.  | What kind of girl are you (Ray Charles)                   | Clarke en Nash | 3:03 |
| 6.  | Little lover (Graham Nash/Allan Clarke)                   | Clarke         | 1:58 |
| 7.  | Candy man (Fred Neil/Beverly Ross)                        | Clarke         | 2:28 |

## Hitnotering
Het was een schot in de roos; het album hield het lang uit in de Britse albumlijst. Het werd van de eerste plaats afgehouden door With The Beatles.

### UK Albums Chart
| Positie: | 16 | 13 | 9  | 7  | 4  | 3  | 4  | 3  | 4  | 4  | 2  | 5  | 6   |
| Week:    | 14 | 15 | 16 | 17 | 18 | 19 | 20 | 21 | 22 | 23 | 24 | 25 |     |
| Positie: | 5  | 8  | 7  | 7  | 6  | 6  | 8  | 11 | 17 | 20 | 19 | 19 | uit |

## Here I go again (Amerikaanse versie)
Bijna hetzelfde album verscheen in juni 1964 onder de titel Here I go again in de Verenigde Staten. De titel was hetzelfde als een single van The Hollies die daar enigszins succes had. Het had deels andere tracks en een andere volgorde daarvan. Imperial Records was een ander sublabel van EMI.

### Muziek
| Nr. | Titel                                         | Duur |
| --- | --------------------------------------------- | ---- |
| 1.  | Here I go again (Mort Shuman, Clive Westlake) | 2:19 |
| 2.  | Stay                                          |      |
| 3.  | Lucille                                       |      |
| 4.  | Memphis, Tennessee                            |      |
| 5.  | You better move on                            |      |
| 6.  | Talkin' 'bout you                             |      |

| Nr. | Titel                                                    | Duur |
| --- | -------------------------------------------------------- | ---- |
| 1.  | Just one look                                            |      |
| 2.  | Keep off that friend of mine (Bobby Elliott, Tony Hicks) | 2:10 |
| 3.  | Rockin' Robin                                            |      |
| 4.  | Do you love me                                           |      |
| 5.  | What kind of girl are you                                |      |
| 6.  | It's only make believe                                   |      |

## Stay with The Hollies (Canadese versie)
In Canada verscheen het (opnieuw een maand later) onder de oorspronkelijke titel bij Capitol Records, ook een sublabel van EMI. De muziek was weer anders samengesteld dan de Britse en Amerikaanse versie.  

### Muziek
| Nr. | Titel                                               | Duur |
| --- | --------------------------------------------------- | ---- |
| 1.  | (Ain't that) Just like me (Earl Carroll, Billy Guy) | 2:09 |
| 2.  | Hey what's wrong with me (Graham Nash)              | 1:52 |
| 3.  | I'm talking about you                               |      |
| 4.  | Mr. Moonlight                                       |      |
| 5.  | You better move on                                  |      |
| 6.  | Lucille                                             |      |
| 7.  | Stay                                                |      |

| Nr. | Titel                                  | Duur |
| --- | -------------------------------------- | ---- |
| 1.  | Here I go again                        |      |
| 2.  | Memphis, Tennessee                     |      |
| 3.  | Searchin' (Jerry Leiber, Mike Stoller) | 2:26 |
| 4.  | Do you love me                         |      |
| 5.  | What kind of girl are you              |      |
| 6.  | Little Lover                           |      |
| 7.  | Just one look                          |      |